# Polygala rupestris
Polygala rupestris — вид рослин родини китяткових (Fabaceae). Етимологія: лат. rupes — «камінь, скеля», лат. estris — прикметниковий суфікс, який вказує на походження або місце проживання.

## Опис
Невеликий трав'янистий багаторічний кущ із деревними стеблами при основі. Стебла 20–50 см, стрункі, часто опушені на верхівці, листяні до основи. Листя чергове, гостре, товсте 1–20 х 0.5–2 мм, загнуте, голе; нижнє від лопатчастих до еліптичних, верхнє від еліптичних до лінійних. Суцвіття з 1–6 квітками. Віночок 4–6 мм. Квіти синюваті, білуваті або червонуваті. Капсули 6–8 х 4–6 мм, від оберненояйцевидих до округлих. Насіння ≈3.5 х 1 мм. 2n = 28. Цвітіння і плодоношення з лютого по серпень.

## Поширення
Поширення: Західне Середземномор'я (Іспанія, Франція, Марокко, Туніс і Алжир). Зростає на вапняних породах, в підліску.

## Галерея

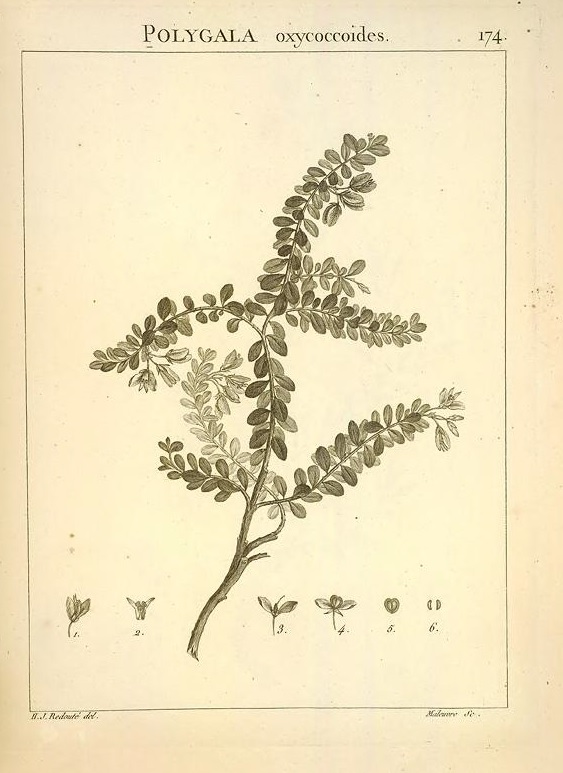